# Tetrabromstearinsäure
9,10,12,13-Tetrabromstearinsäure ist eine bromierte und gesättigte Fettsäure.

## Vorkommen

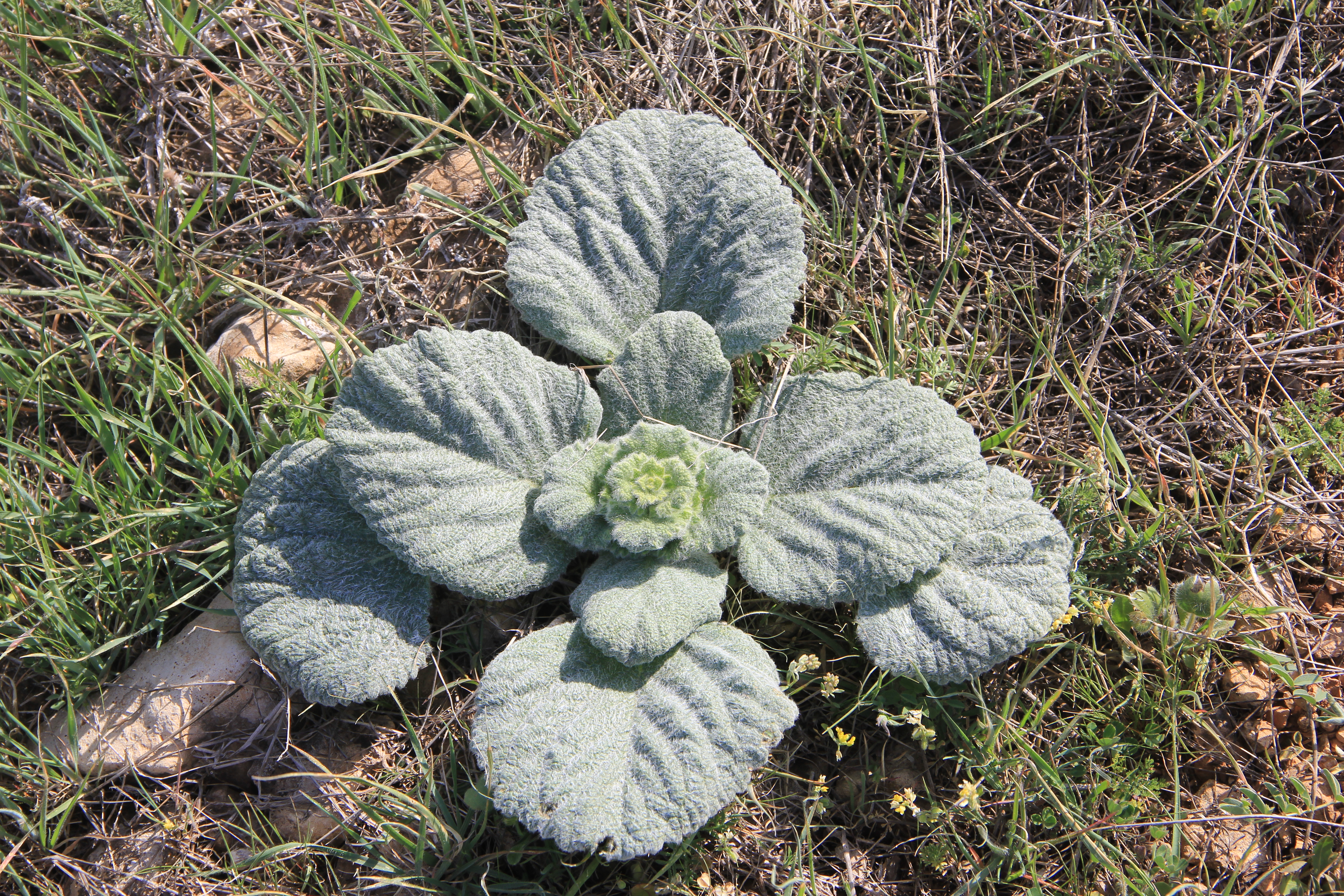
Das Samenöl von Eremostachys moluccelloides enthält Tetrabromstearinsäure

Das Samenöl von Eremostachys moluccelloides (Familie Lippenblütler) enthält Tetrabromstearinsäure.

## Synthese
Tetrabromstearinsäure kann durch Bromierung von Linolsäure hergestellt werden.

## Metabolismus und Toxikologie
Der Metabolismus von Lipiden, die Tetrabromstearinsäure enthalten, wurde an Ratten untersucht. Dabei werden kürzerkettige Derivate gebildet und diese ins Körperfett sowie Fette von Herz und Leber eingebaut. Tetrabromstearinsäure wird insbesondere in der Leber akkumuliert. Der Verzehr dieser Fette führte zu Veränderungen am Herzen, inklusive einer gelben Verfärbung sowie zu Ödemen, außerdem zu einer Fettleber.

## Verwendung
Tetrabromstearinsäure ist ein Bestandteil bromierter Pflanzenöle. Diese werden zum Teil als Zusatzstoff in Softdrinks eingesetzt, unter anderem als Lösungsvermittler für andere hydrophobe Zutaten und zur Erzeugung einer Trübung („clouding agent“).
Tetrabromstearinsäure ist ein wichtiges Intermediat bei der früher verwendeten Trennung von Linolsäure und Linolensäure durch Bromierung und Debromierung. Dabei wird das natürliche Fett zunächst bromiert, wobei aus Linolsäure Tetrabromstearinsäure entsteht. Die bromierten Fettsäuren können vergleichsweise einfach getrennt werden und bei Bedarf durch Reaktion mit elementarem Zink debromiert werden.